# Copa de baloncesto de Israel 2022-23
La 63ª edición de la Copa de baloncesto de Israel (en hebreo  גביע המדינה בכדורסל) se disputó desde el 14 de enero hasta el 16 de febrero de 2023. La competición fue organizada la Asociación de baloncesto de Israel. Se proclamó campeón el Hapoel Jerusalem, que lograba así su séptimo título de copa.

## Equipos clasificados
Los ocho primeros equipos tras la primera vuelta (11 jornadas) de la Ligat ha'Al 2022-23 se clasificaron para el torneo.
| Pos. | Equipo              | PJ | G | P | PF   | PC  | DP   | Pts | Clasificación |
| ---- | ------------------- | -- | - | - | ---- | --- | ---- | --- | ------------- |
| 1    | Maccabi Tel Aviv    | 11 | 9 | 2 | 990  | 819 | +171 | 20  | clasificados  |
| 2    | Hapoel Tel Aviv     | 11 | 9 | 2 | 1003 | 901 | +102 | 20  | clasificados  |
| 3    | Ironi Nes Ziona     | 11 | 7 | 4 | 992  | 964 | +28  | 18  | clasificados  |
| 4    | Hapoel Holon        | 11 | 7 | 4 | 953  | 931 | +22  | 18  | clasificados  |
| 5    | Hapoel Jerusalem    | 11 | 6 | 5 | 838  | 809 | +29  | 17  | clasificados  |
| 6    | Bnei Herzliya       | 11 | 5 | 6 | 936  | 900 | +36  | 16  | clasificados  |
| 7    | Hapoel Be'er Sheva  | 11 | 5 | 6 | 914  | 963 | −49  | 16  | clasificados  |
| 8    | Hapoel Haifa        | 11 | 5 | 6 | 853  | 915 | −62  | 16  | clasificados  |
| 9    | Ironi Kiryat Ata    | 11 | 4 | 7 | 911  | 933 | −22  | 15  |               |
| 10   | Hapoel Galil Elyon  | 11 | 4 | 7 | 935  | 999 | −64  | 15  |               |
| 11   | Hapoel Eilat        | 11 | 3 | 8 | 859  | 975 | −116 | 14  |               |
| 12   | Hapoel Gilboa Galil | 11 | 2 | 9 | 876  | 951 | −75  | 13  |               |

 Fuente: 

## Cuadro final
|  | Cuartos de final   | Cuartos de final     |                      |     | Semifinales | Semifinales |  |  | Final | Final |
|  |                    |                      |                      |     |             |             |  |  |       |       |
|  | 14 de enero, 19:20 |                      |                      |     |             |             |  |  |       |       |
|  |                    |                      |                      |     |             |             |  |  |       |       |
|  | Hapoel Holon       | 78                   |                      |     |             |             |  |  |       |       |
|  | Hapoel Holon       | 78                   | 13 de febrero, 18:00 |     |             |             |  |  |       |       |
|  | Hapoel Haifa       | 80                   |                      |     |             |             |  |  |       |       |
|  | Hapoel Haifa       | 80                   | Maccabi Tel Aviv     | 85  |             |             |  |  |       |       |
|  | 15 de enero, 21:00 |                      | Maccabi Tel Aviv     | 85  |             |             |  |  |       |       |
|  |                    | Ironi Ness Ziona     | 73                   |     |             |             |  |  |       |       |
|  | Hapoel Tel Aviv    | Ironi Ness Ziona     | 73                   | 67  |             |             |  |  |       |       |
|  | Hapoel Tel Aviv    |                      | 16 de febrero, 20:45 | 67  |             |             |  |  |       |       |
|  | Hapoel Jerusalem   | 86                   |                      |     |             |             |  |  |       |       |
|  | Hapoel Jerusalem   | 86                   | Maccabi Tel Aviv     | 61  |             |             |  |  |       |       |
|  | 16 de enero, 18:00 |                      | Maccabi Tel Aviv     | 61  |             |             |  |  |       |       |
|  |                    | Hapoel Jerusalem     | 67                   |     |             |             |  |  |       |       |
|  | Maccabi Tel Aviv   | Hapoel Jerusalem     | 67                   | 105 |             |             |  |  |       |       |
|  | Maccabi Tel Aviv   | 13 de febrero, 20:45 |                      | 105 |             |             |  |  |       |       |
|  | Bnei Herzliya      | 89                   |                      |     |             |             |  |  |       |       |
|  | Bnei Herzliya      | 89                   | Hapoel Haifa         | 73  |             |             |  |  |       |       |
|  | 14 de enero, 20:00 |                      | Hapoel Haifa         | 73  |             |             |  |  |       |       |
|  |                    | Hapoel Jerusalem     | 77                   |     |             |             |  |  |       |       |
|  | Hapoel Be'er Sheva | Hapoel Jerusalem     | 77                   | 79  |             |             |  |  |       |       |
|  | Hapoel Be'er Sheva |                      |                      | 79  |             |             |  |  |       |       |
|  | Ironi Nes Ziona    | 83                   |                      |     |             |             |  |  |       |       |
|  | Ironi Nes Ziona    | 83                   |                      |     |             |             |  |  |       |       |

Fuente:

## Cuartos de final
| 14 de enero | Hapoel Holon                               | 78–80                                 | Hapoel Haifa                            |                                                      |  |
| 19:20       | Parciales: 18–21, 17–21, 29–17, 14–21      | Parciales: 18–21, 17–21, 29–17, 14–21 | Parciales: 18–21, 17–21, 29–17, 14–21   |                                                      |  |
|             | Estadísticas Ragland 19 Johnson 7 Harris 6 | Reporte Pts Reb Asts                  | Estadísticas Hickey 24 Upson 7 Hickey 8 | Pabellón: Holon Toto Hall, Holon Televisión: 5 SPORT |  |

| 15 de enero | Hapoel Tel Aviv                                  | 67–86                                 | Hapoel Jerusalem                           |                                                        |  |
| 21:00       | Parciales: 12–23, 17–20, 18–22, 20–21            | Parciales: 12–23, 17–20, 18–22, 20–21 | Parciales: 12–23, 17–20, 18–22, 20–21      |                                                        |  |
|             | Estadísticas Brown 18 Tres jugadores 6 Munford 7 | Reporte Pts Reb Asts                  | Estadísticas Hankins 18 Hankins 17 Smith 8 | Pabellón: Drive in Arena, Tel Aviv Televisión: 5 SPORT |  |

| 16 de enero | Maccabi Tel Aviv                                 | 105–89                                | Bnei Herzliya                                 |                                                                |  |
| 18:00       | Parciales: 31–26, 28–18, 28–26, 18–19            | Parciales: 31–26, 28–18, 28–26, 18–19 | Parciales: 31–26, 28–18, 28–26, 18–19         |                                                                |  |
|             | Estadísticas Brown & Menco 17 Sorkin 9 Baldwin 6 | Reporte Pts Reb Asts                  | Estadísticas Kemp 23 Kemp 11 Tres jugadores 4 | Pabellón: Menora Mivtachim Arena, Tel Aviv Televisión: 5 SPORT |  |

| 14 de enero | Hapoel Be'er Sheva                          | 79–83                                 | Ironi Nes Ziona                           |                                                       |  |
| 20:00       | Parciales: 17–21, 21–25, 17–22, 24–15       | Parciales: 17–21, 21–25, 17–22, 24–15 | Parciales: 17–21, 21–25, 17–22, 24–15     |                                                       |  |
|             | Estadísticas Whittington 22 Moore 9 Segal 7 | Reporte Pts Reb Asts                  | Estadísticas Buchanan 22 Bey 10 Cooper 10 | Pabellón: Conch Arena, Be'er Sheva Televisión: 5 PLUS |  |

## Semifinales
| 13 de febrero | Hapoel Haifa                                      | 73–77                                 | Hapoel Jerusalem                                      |                                                    |  |
| 20:45         | Parciales: 26–20, 15–20, 20–13, 12–24             | Parciales: 26–20, 15–20, 20–13, 12–24 | Parciales: 26–20, 15–20, 20–13, 12–24                 |                                                    |  |
|               | Estadísticas Hickey 22 Tillman & Rayman 9 Allen 4 | Reporte Pts Reb Asts                  | Estadísticas Hankins 23 Hankins 10 Randolph & Smith 4 | Pabellón: Pais Arena, Jerusalén Televisión: 5 PLUS |  |

}}
| 13 de febrero | Maccabi Tel Aviv                      | 85–73                                 | Ironi Ness Ziona                       |                                                     |  |
| 18:00         | Parciales: 16–21, 26–15, 27–17, 16–10 | Parciales: 16–21, 26–15, 27–17, 16–10 | Parciales: 16–21, 26–15, 27–17, 16–10  |                                                     |  |
|               | Estadísticas Brown 19 Nebo 11 Brown 9 | Reporte Pts Reb Asts                  | Estadísticas Cooper 16 Bey 9 Cooper 12 | Pabellón: Pais Arena, Jerusalén Televisión: 5 SPORT |  |

## Final
| 16 de febrero | Maccabi Tel Aviv                                        | 61–67                                 | Hapoel Jerusalem                                     |                                                     |  |
| 20:45         | Parciales: 17–17, 14–23, 17–14, 13–13                   | Parciales: 17–17, 14–23, 17–14, 13–13 | Parciales: 17–17, 14–23, 17–14, 13–13                |                                                     |  |
|               | Estadísticas Brown & Colson 15 Nebo 7 Brown & Baldwin 3 | Reporte Pts Reb Asts                  | Estadísticas Smith 16 Randolph & Cornelius 5 Smith 9 | Pabellón: Pais Arena, Jerusalén Televisión: 5 SPORT |  |